# Honhoué
Honhoué ist ein Arrondissement im Departement Mono im westafrikanischen Staat Benin. Es ist eine Verwaltungseinheit, die der Gerichtsbarkeit der Kommune Houéyogbé untersteht.

## Demografie und Verwaltung
Gemäß der Volkszählung 2013 des beninischen Statistikamtes INSAE hatte das Arrondissement 7682 Einwohner, davon waren 3774 männlich und 3908 weiblich.
Von den 80 Dörfern und Quartieren der Kommune Houéyogbé entfallen sieben auf Honhoué:
1. Aglè
2. Akloh
3. Dévèdji
4. Gavè
5. Gnitonou
6. Kpétou-Gbadji
7. Togbonou